# Compañeros (film, 2018)
Pour plus de détails, voir Fiche technique et Distribution.
Compañeros (La noche de 12 años) est un film franco-hispano-argento-uruguayen écrit et réalisé par Álvaro Brechner et sorti en 2018. Il relate l'enfermement pendant les 12 ans de la dictature militaire uruguayenne (1973-1985) de trois opposants politiques : José Mujica (Antonio de la Torre), Mauricio Rosencof (Chino Darín) et Eleuterio Fernández Huidobro (Alfonso Tort). L'ouvrage autobiographique de ces deux derniers, Memorias del calabozo, a servi de base au scénario.
Coproduction de l'Uruguay, de l'Argentine, de l'Espagne et de la France, Compañeros est sélectionné à la Mostra de Venise 2018, au Festival de Saint-Sébastien 2018 ; il reçoit le prix spécial du jury, le prix du public et le prix du Jury œcuménique au Festival de Fribourg 2019 et la Pyramide d'or du meilleur film au Festival du Caire 2018.

## Synopsis
En 1973, à la suite d'un coup d'État, s'installe en Uruguay une dictature militaire qui s'empresse d'emprisonner les opposants politiques. Parmi eux, trois dirigeants des Tupamaros, José Mujica dit Pepe, Eleuterio Fernández Huidobro dit Ñato et Mauricio Rosencof que le pouvoir en place considère comme des otages qui seront exécutés à la moindre action de leurs quelques compagnons d'armes restés en liberté. Incarcérés sans procès pendant douze ans, les trois hommes sont torturés, privés de tout contact, ballottés de geôles sordides en culs de basse fosse, affamés et maintenus dans un état de crasse indescriptible. Malgré cela, les trois hommes résistent en repensant aux moments heureux de leur vie, en communiquant en frappant sur les murs ou en mettant en évidence l'absurdité du régime pénitentiaire. Ils font échouer ainsi le plan des militaires de les rendre fous faute de pouvoir les tuer.

## Fiche technique
- Titre : Compañeros
- Titre original : La noche de 12 años
- Réalisation : Álvaro Brechner
- Scénario : Alvaro Brechner d'après Memorias del calabozo de Mauricio Rosencof et Eleuterio Fernández Huidobro
- Photographie : Carlos Catalán
- Montage : Irene Blecua et Nacho Ruiz Capillas
- Musique : Federico Jusid
- Direction artistique : Daniela Calcagno et Laura Musso
- Décors : Paula de Granvar et Palomares-Martínez
- Costumes : Alejandra Rosasco
- Son : Martín Touron
- Producteurs : Mariela Besuievsky, Philippe Gompel, Gerardo Herrero, Birgit Kemner et Fernando Sokolowicz
- Sociétés de production :  Alcaravan, Haddock Films, Hernández y Fernández Producciones, Cinematográficas, Manny Films, Mondex&cie, Movistar+, Salado Media, Tornasol Films et ZDF/Arte
- Langue originale : espagnol
- Pays d'origine :  Uruguay |  Argentine |  Espagne |  France
- Format : couleur — 1.85 : 1
- Genre : drame, biographie,  politique
- Durée : 122 minutes (2 h 2 min)
- Dates de sortie : 
  - Italie : 1er septembre 2018 (Mostra de Venise) ; 10 janvier 2019 (sortie nationale)
  - Uruguay : 20 septembre 2018
  - Argentine : 27 septembre 2018
  - Espagne : 23 novembre 2018
  - France : 27 mars 2019

## Distribution
- Antonio de la Torre : José Mujica dit Pepe
- Chino Darín : Mauricio Rosencof
- Alfonso Tort : Eleuterio Fernández Huidobro dit Ñato
- César Troncoso : le sergent
- César Bordón : le sergent Alzamora
- Mirella Pascual : Lucy Cordano
- Nidia Telles : Rosa
- Sílvia Pérez Cruz : Graciela Jorge
- Soledad Villamil : la psychiatre
- Enzo Vogrincic : un officier de police

## Accueil

### Public
Au 3 avril 2019, Compañeros a attiré 206 726 spectateurs dont 26 157 en France après 1 semaine d'exploitation.

### Critique
Compañeros reçoit dans l'ensemble des critiques positives dans les médias français.

## Récompenses et distinctions

### Récompenses
- 2018 : Festival du Caire : Pyramide d'or du meilleur film[3].
- 2018 : Médaille du meilleur scénario adapté attribuée par le Círculo de Escritores Cinematográficos à Álvaro Brechner
- 2019 : Goya du meilleur scénario adapté attribué à Álvaro Brechner[4].
- 2019 : Festival de Fribourg 2019 : Prix spécial du jury, prix du public et prix du Jury œcuménique[5]
- 13e cérémonie du Prix Sud : Meilleur scénario adapté[6]

### Nominations
- 2018 : Sélection officielle à la Mostra de Venise 2018
- 2018 : Sélection officielle au Festival de Saint-Sébastien 2018